# Ladybank
Ladybank är en ort i Storbritannien.   Den ligger i kommunen Fife och riksdelen Skottland, i den norra delen av landet, 600 km norr om huvudstaden London. Ladybank ligger 40 meter över havet och antalet invånare är 1 519.
Terrängen runt Ladybank är platt åt nordost, men åt sydväst är den kuperad. Ladybank ligger nere i en dal. Runt Ladybank är det ganska tätbefolkat, med 207 invånare per kvadratkilometer. Närmaste större samhälle är Kirkcaldy, 17,6 km söder om Ladybank. Trakten runt Ladybank består till största delen av jordbruksmark.